# Nokia 1800
Nokia 1800 это ультрабюджетный мобильный телефон от Nokia, который был анонсирован в декабре 2009 и представлен в июне 2010.